# 九六式小型水上機
九六式小型水上機
九六式小型水上機
- 用途：偵察機
- 製造者：渡辺鉄工所
- 運用者：大日本帝国海軍
- 生産数：33機

九六式小型水上機（きゅうろくしきこがたすいじょうき）とは、1936年（昭和11年）に正式採用された日本海軍の潜水艦搭載用の水上機である。開発・製造は渡辺鉄工所で機体略番はE9W。連合軍によるコードネームは「Slim」。本機は当初「九六式小型水上偵察機」と呼ばれたが、後日この名に改められた。

## 概要
日本海軍は1934年（昭和9年）に、九一式水上偵察機の後継機となる本格的な潜水艦用偵察機（九試潜水艦用偵察機）の開発を渡辺鉄工所に命じた。渡辺では、1935年（昭和10年）2月に試作1号機を完成させた。機体は木金混製の骨組に羽布張で、金属製の双フロートを持つ複葉機だった。しかし、潜水艦の格納庫への格納に配慮した構造のため操縦性が極めて悪く改修に時間がかかり、制式採用されたのは1936年（昭和11年）7月になってからだった。
本機の分解や組み立てにかかる時間はともに3分弱という短時間で、潜水艦搭載機として満足いくものであった。もっとも、実際に海中から潜水艦が浮上し本機を組み立て、エンジンの暖気運転をした後カタパルトから射出するまでは、約40分を要している。
1937年（昭和12年）から巡潜3型・甲型・乙型の潜水艦に搭載され、南方での隠密偵察に活躍した。その後、零式小型水上機の就役とともに第一線を退き引退した。生産数は1940年（昭和15年）までに33機である。

## スペック
- 全長：7.64 m
- 全幅：9.98 m
- 全高：3.70 m
- 主翼面積：22.08 m2
- 自重：847 kg
- 全備重量：1,210 kg
- 発動機：日立「天風」11型 空冷星型9気筒　300hp
- 最大速度：233 km/h
- 巡航速度：148 km/h
- 実用上昇限度：6,740 m
- 航続距離：732 km
- 上昇力：9'41"/3000 m
- 武装：
  - 7.7mm機銃×1
- 乗員：2名